# Hebe (thần thoại)

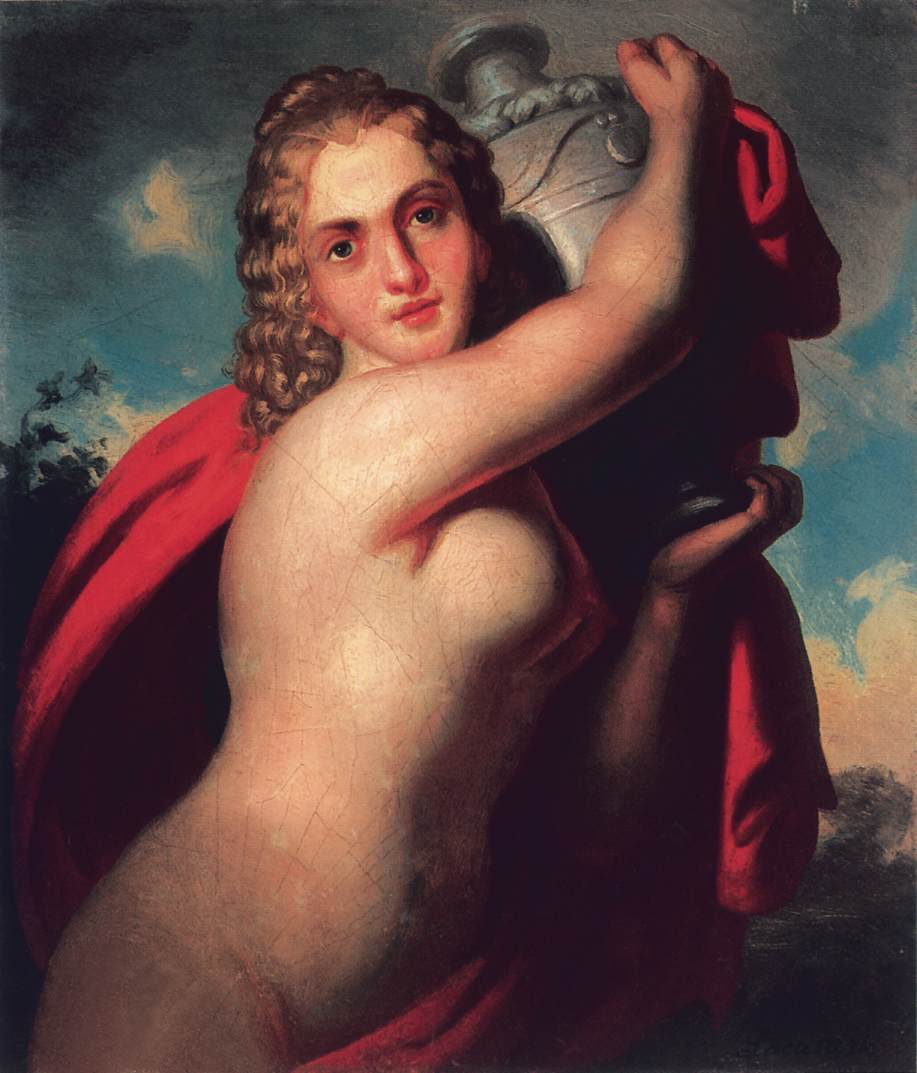
Nàng Hebe, họa phẩm của Demeter Laccataris

Trong thần thoại Hy Lạp, Hēbē (Greek: Ἥβη) là một nữ thần tuổi trẻ. Hebe là con gái của Zeus và Hera. Hebe là người giữ cốc cho các nam thần và nữ thần trên đỉnh Olympus, phục vụ thức ăn và thức uống thần thánh cho đến khi kết hôn với Heracles. Nữ thần Hebe có các anh chị em: Eileithyia, Eris, Ares, Athena, Apollo, Artemis, Aphrodite, Dionysus, Hermes, Heracles, Helen thành Troy, Hephaistos, Perseus, Minos, các nàng Muse, Graces, Moirai.
Nữ thân Hebe được xem là nữ thần thanh xuân, nhưng phần lớn nàng được miêu tả như một trợ thủ rót rượu nectar - loại rượu duy trì sự trẻ trung của thần thánh - cho các vị thần Olympus trong bữa tiệc, giúp mẹ Hera thắng cỗ xe ngựa có cánh, hầu hạ anh trai Ares tắm rửa và sửa soạn trang phục. Hebe còn là nữ thần bảo trợ cho những cô dâu trẻ. Vì vậy có tài liệu cho rằng cùng với các Charites và Harmonia, nàng là tùy tùng của nữ thần tình yêu Aphrodite và nữ thần hôn nhân Hera. Bản gốc tượng nữ thần Hebe được lưu giữ ở bảo tàng Thorvaldsen ở Copenhagen. Trong tượng, nữ thần rất bình tĩnh, tập trung vào công việc, phân phối những giọt nước quý giá.
Nữ thần thanh xuân Hebe là đứa con út trong số bốn người con của thần Zeus tối cao và Hera – nữ hoàng của các vị thần. Vào ngày thứ bảy sau khi chào đời, Hera đã tổ chức tiệc mừng cho con gái. Thời điểm ấy nàng nhận được hàng tá món đồ chơi quý giá từ Poseidon, Athena, Apollo và Hephaestus. Đến khi trưởng thành, Hebe được chính mẹ mình gả cho Heracles sau khi người anh hùng hóa thần, một động thái của nữ thần hôn nhân được cho là làm hòa với con riêng của chồng. Vì là nữ thần của thanh xuân và tuổi trẻ nên Hebe trở thành người bảo trợ cho thanh thiếu niên, đặc biệt là những cô dâu trẻ. Nàng thường được miêu tả là một thiếu nữ xinh đẹp khả ái, vận váy áo nhẹ bỗng như tơ, chân đi giày vàng còn đầu đội vương miện vàng.